# Alastair Windsor, II duca di Connaught e Strathearn
Alastair Arturo di Sassonia-Coburgo-Gotha (Londra, 9 agosto 1914 – Ottawa, 26 aprile 1943) è stato un nobile inglese.
Noto prevalentemente col titolo di cortesia di Conte Macduff, era figlio del principe Arturo di Connaught e della principessa Alessandra Duff, II duchessa di Fife. Egli era inoltre pronipote della Regina Vittoria per parte di suo padre come per parte di sua madre.
Nel 1942 succedette al nonno come secondo duca di Connaught e Strathearn e conte di Sussex. Nel 1943 morì in Canada mentre era in servizio a causa di una fatalità che lo portò a cadere da una finestra in stato di ubriachezza.

## Biografia

### I primi anni

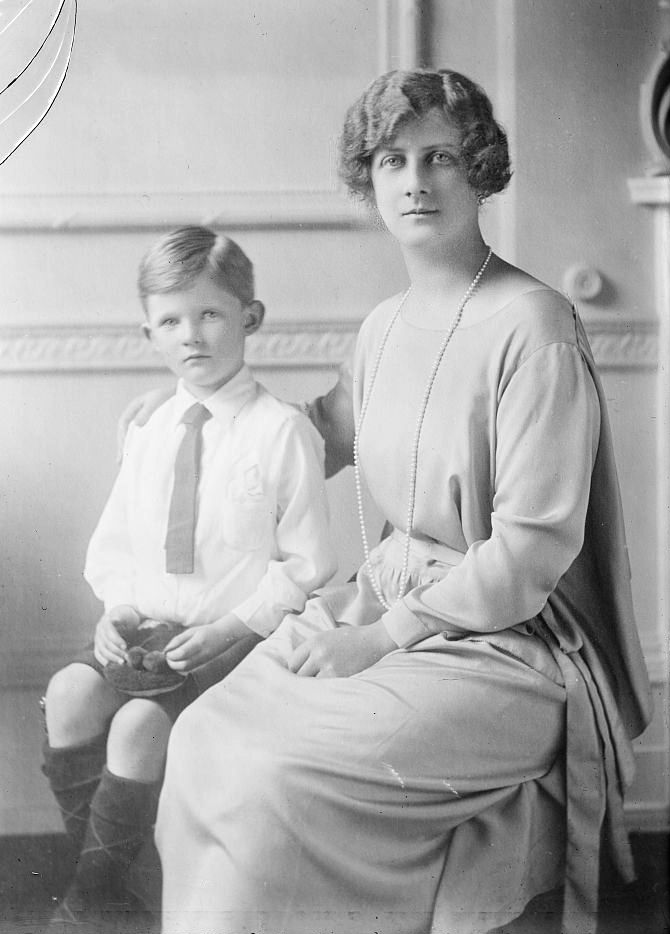
Il principe Alastair con sua madre

Alastair nacque il 9 agosto 1914 nella residenza dei suoi genitori, al n.54 di Mount Street, Mayfair, Londra (oggi sede dell'Ambasciata Brasiliana). Suo padre era il principe Arturo di Connaught, unico figlio maschio del principe Arturo, duca di Connaught e Strathearn, e della principessa Luisa Margherita di Prussia. Sua madre era la principessa Alessandra Duff, II duchessa di Fife, figlia primogenita di Alexander Duff, I duca di Fife, e della principessa reale Luisa di Sassonia-Coburgo-Gotha. Come pronipote della Regina Vittoria, Alastair venne indicato sin dalla nascita come Sua Altezza il principe Alastair di Connaught.
Il principe venne battezzato nella casa dei genitori con padrini re Giorgio V (suo prozio materno), re Alfonso XIII di Spagna (rappresentato da Lord Farquhar, Lord in Waiting di re Giorgio V), Alessandra di Danimarca (sua bisnonna materna), il Duca di Connaught (suo nonno, rappresentato dal maggiore Malcolm Murray), la principessa Luisa, duchessa di Argyll (sua prozia), e la principessa Mary (sua cugina).

### Il servizio militare ed il tragico incidente

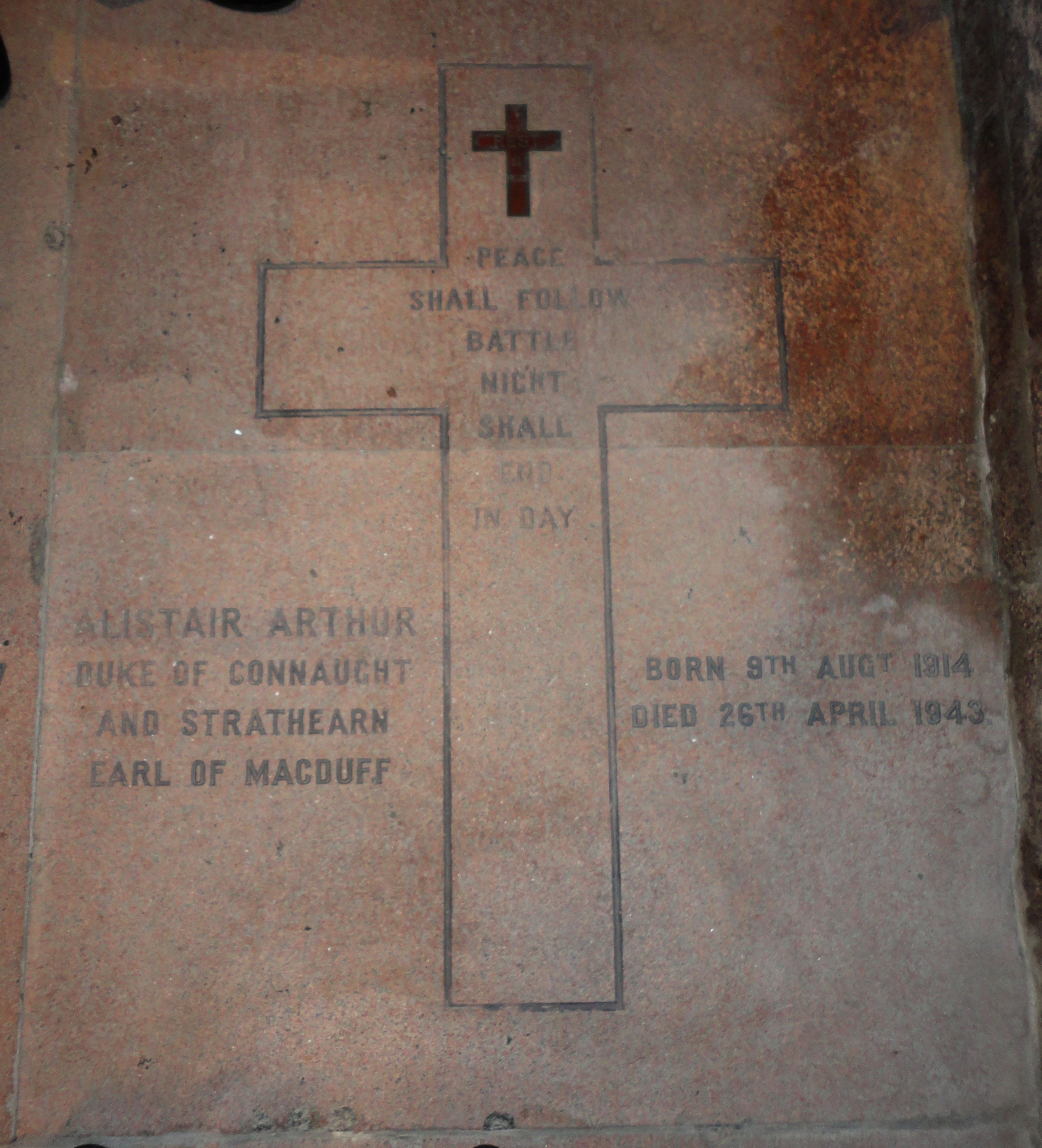
Tomba del II duca di Connaught

Lord Macduff ricevette la sua educazione a Bryanston ed al Royal Military College, Sandhurst. Nel gennaio 1935, ricevette il grado di tenente dei Royal Scots Greys (2nd Dragoons), il reggimento di suo padre, di base in Egitto dal 1936. Nel 1939, Lord Macduff venne assegnato ad Ottawa come aiutante di campo di un suo parente, il conte di Athlone, poi Governatore Generale del Canada, incarico tenuto anche da suo nonno durante la prima guerra mondiale.
Egli succedette a suo nonno come duca di Connaught e Strathearn, e conte di Sussex, nel 1942. Ad ogni modo, egli morì improvvisamente "in servizio" nel 1943 a soli 28 anni, in circostanze piuttosto inusuali. I diari di Sir Alan Lascelles, segretario privato di re Giorgio VI, pubblicati nel 2006, riportarono che sia il reggimento che il conte di Athlone lo avevano più volte messo alla berlina per la sua evidente incapacità al mestiere delle armi, e pertanto egli si diede all'alcool ed una sera cadde ubriaco da una finestra e, pur non morendo sul colpo, morì di ipotermia nel corso della nottata passata senza che nessuno si fosse accorto della sua caduta.
Le sue ceneri vennero sepolte nella St Ninian's Chapel, Braemar, Scozia.

## Ascendenza
|                                        |                          |                                   | Genitori                              |  |  | Nonni |  |  | Bisnonni                          |  |  | Trisnonni                              |  |
|                                        |                          |                                   |                                       |  |  |       |  |  | Alberto di Sassonia-Coburgo-Gotha |  |  | Ernesto I di Sassonia-Coburgo-Saalfeld |  |
|                                        |                          |                                   |                                       |  |  |       |  |  | Alberto di Sassonia-Coburgo-Gotha |  |  | Ernesto I di Sassonia-Coburgo-Saalfeld |  |
|                                        |                          | Luisa di Sassonia-Gotha-Altenburg |                                       |  |  |       |  |  | Alberto di Sassonia-Coburgo-Gotha |  |  |                                        |  |
| Arturo, duca di Connaught e Strathearn |                          |                                   |                                       |  |  |       |  |  | Alberto di Sassonia-Coburgo-Gotha |  |  |                                        |  |
|                                        |                          | Vittoria del Regno Unito          | Edoardo, duca di Kent e Strathearn    |  |  |       |  |  |                                   |  |  |                                        |  |
|                                        |                          | Vittoria del Regno Unito          | Edoardo, duca di Kent e Strathearn    |  |  |       |  |  |                                   |  |  |                                        |  |
|                                        |                          | Vittoria del Regno Unito          | Vittoria di Sassonia-Coburgo-Saalfeld |  |  |       |  |  |                                   |  |  |                                        |  |
| Arturo di Connaught                    |                          | Vittoria del Regno Unito          |                                       |  |  |       |  |  |                                   |  |  |                                        |  |
|                                        |                          | Federico Carlo di Prussia         | Carlo di Prussia                      |  |  |       |  |  |                                   |  |  |                                        |  |
|                                        |                          | Federico Carlo di Prussia         | Carlo di Prussia                      |  |  |       |  |  |                                   |  |  |                                        |  |
|                                        |                          | Federico Carlo di Prussia         | Maria di Sassonia-Weimar-Eisenach     |  |  |       |  |  |                                   |  |  |                                        |  |
| Luisa Margherita di Prussia            |                          | Federico Carlo di Prussia         |                                       |  |  |       |  |  |                                   |  |  |                                        |  |
|                                        |                          | Maria Anna di Anhalt-Dessau       | Leopoldo IV di Anhalt                 |  |  |       |  |  |                                   |  |  |                                        |  |
|                                        |                          | Maria Anna di Anhalt-Dessau       | Leopoldo IV di Anhalt                 |  |  |       |  |  |                                   |  |  |                                        |  |
|                                        |                          | Maria Anna di Anhalt-Dessau       | Federica Guglielmina di Prussia       |  |  |       |  |  |                                   |  |  |                                        |  |
| Alastair Windsor                       |                          | Maria Anna di Anhalt-Dessau       |                                       |  |  |       |  |  |                                   |  |  |                                        |  |
|                                        | James Duff, V conte Fife | Alexander Duff                    |                                       |  |  |       |  |  |                                   |  |  |                                        |  |
|                                        | James Duff, V conte Fife | Alexander Duff                    |                                       |  |  |       |  |  |                                   |  |  |                                        |  |
|                                        | James Duff, V conte Fife | Anne Stein                        |                                       |  |  |       |  |  |                                   |  |  |                                        |  |
| Alexander Duff, I duca di Fife         | James Duff, V conte Fife |                                   |                                       |  |  |       |  |  |                                   |  |  |                                        |  |
|                                        |                          | Agnes Hay                         | William Hay, XVIII conte di Erroll    |  |  |       |  |  |                                   |  |  |                                        |  |
|                                        |                          | Agnes Hay                         | William Hay, XVIII conte di Erroll    |  |  |       |  |  |                                   |  |  |                                        |  |
|                                        |                          | Agnes Hay                         | Elizabeth FitzClarence                |  |  |       |  |  |                                   |  |  |                                        |  |
| Alexandra Duff, II duchessa di Fife    |                          | Agnes Hay                         |                                       |  |  |       |  |  |                                   |  |  |                                        |  |
|                                        |                          | Edoardo VII del Regno Unito       | Alberto di Sassonia-Coburgo-Gotha     |  |  |       |  |  |                                   |  |  |                                        |  |
|                                        |                          | Edoardo VII del Regno Unito       | Alberto di Sassonia-Coburgo-Gotha     |  |  |       |  |  |                                   |  |  |                                        |  |
|                                        |                          | Edoardo VII del Regno Unito       | Vittoria del Regno Unito              |  |  |       |  |  |                                   |  |  |                                        |  |
| Luisa del Regno Unito                  |                          | Edoardo VII del Regno Unito       |                                       |  |  |       |  |  |                                   |  |  |                                        |  |
|                                        |                          | Alessandra di Danimarca           | Cristiano IX di Danimarca             |  |  |       |  |  |                                   |  |  |                                        |  |
|                                        |                          | Alessandra di Danimarca           | Cristiano IX di Danimarca             |  |  |       |  |  |                                   |  |  |                                        |  |
|                                        |                          | Alessandra di Danimarca           | Luisa d'Assia-Kassel                  |  |  |       |  |  |                                   |  |  |                                        |  |
|                                        |                          | Alessandra di Danimarca           |                                       |  |  |       |  |  |                                   |  |  |                                        |  |